# 33 Pułk Artylerii Lekkiej (LWP)
33 pułk artylerii lekkiej (33 pal) – oddział artylerii lekkiej ludowego Wojska Polskiego.

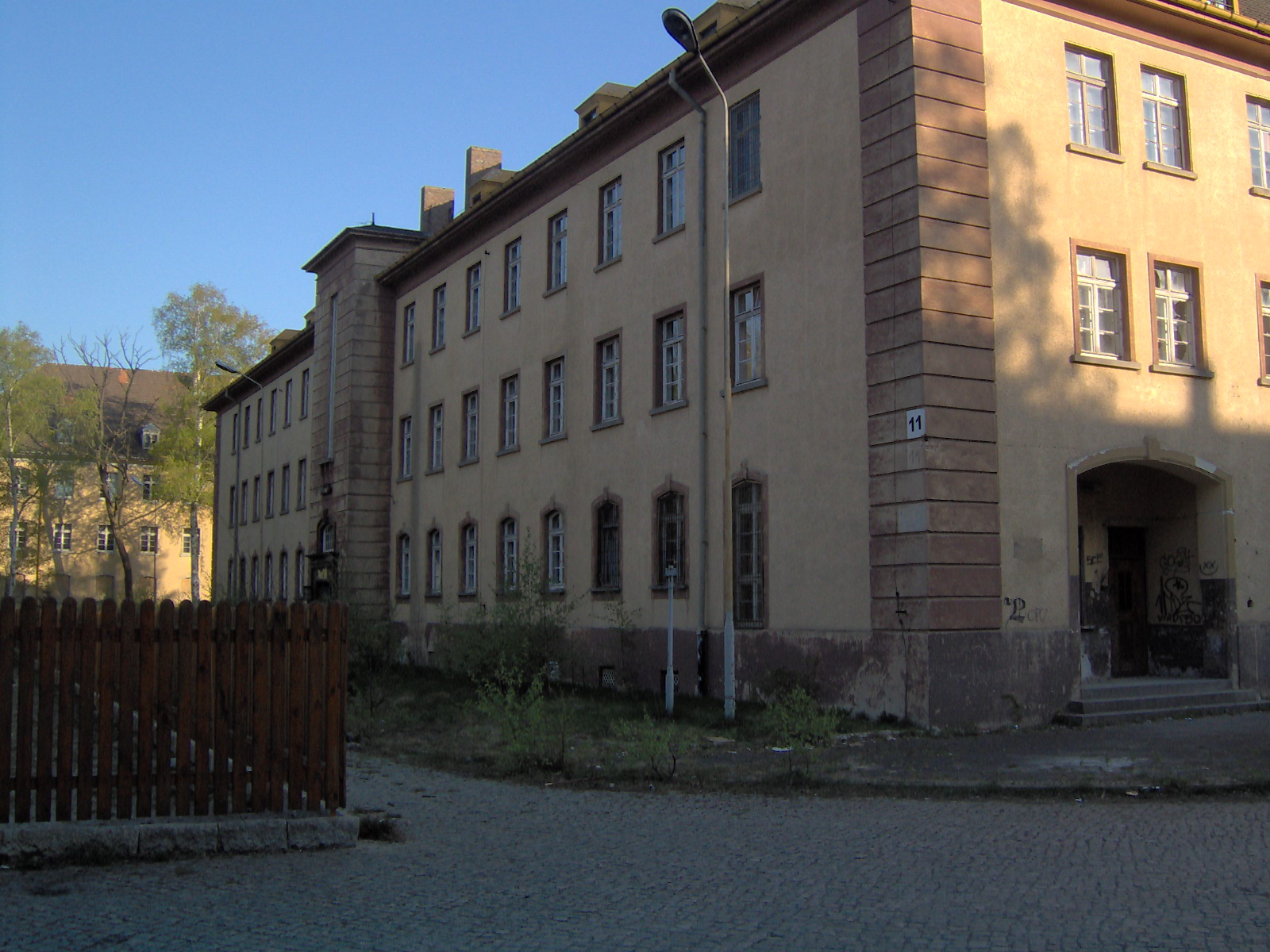
Budynek sztabu pułku

## Formowanie i zmiany organizacyjne
Pułk sformowany został wiosną 1945 w Konstantynowie, w składzie 11 Dywizji Piechoty. Podstawą organizacji jednostki był rozkazu Nr 58/Org. Naczelnego Dowódcy Wojska Polskiego z 15 marca 1945 o formowaniu związków i jednostek wojskowych zgodnie z planem rozbudowy WP i etat Nr 04/552. Zgodnie z etatem pułk miał liczyć 912 żołnierzy, 495 koni i 36 samochodów. Rejon formowania pułk opuścił już po zakończeniu wojny. Udziału w walkach nie brał. Po wojnie uczestniczył w akcji rolnej i osiedleńczej. Po wojnie stacjonował w garnizonie Żary.
W 1952 oddział przeformowany został w 33 pułk artylerii haubic według etatu Nr 5/86. W kwietniu 1962 oddział przemianowany został na 33 pułk artylerii. W 1963 jednostka przeformowana została w 32 dywizjon artylerii haubic, a na początku 1970 w 33 pułk artylerii.

## Dowódcy pułku
- mjr/płk ACz Piotr Krupczatnikow[7] (III 1945–II 1946)
- ppłk ACz Kochanowski (II–VI 1946)
- ppłk ACz Piotr Posławski (VI–VIII 1946)
- ppłk ACz Mikołaj Bondariew (VIII 1946–III 1947)
- ppłk Czesław Czubryt-Borkowski (III 1947–XI 1948)
- ppłk ACz Jan Serdiukow (XI 1948–VII 1951)
- mjr Wiesław Wojtkowski (VII 1951–VI 1953)